# İzmit
İzmit (también conocida como Kocaeli; previamente conocida como Ismid o Isnikmid) es una ciudad y un distrito ubicada en la parte noroccidental de Anatolia, Turquía. Es también conocida por su nombre griego original: Nicomedia.

## Geografía
Está emplazada en el golfo de İzmit, a unos 100 km al este de Estambul. Es la capital de la provincia de Kocaeli. Cuenta con una población de 248.424 habitantes (2007).

## Economía y recursos
İzmit es un importante centro industrial, con una gran refinería petrolífera, e importantes industrias de papel y de cemento. La empresa Ford tiene aquí una planta de montaje del Ford Transit. Es también un nudo de comunicaciones, origen de la carretera principal y de las líneas ferroviarias entre Estambul y Ankara, y tiene un importante puerto. 
Existe, además, turismo en la ciudad y en su región.

## Historia
En la Antigüedad, bajo el nombre de Nicomedia ha sido la capital de la provincia romana de Bitinia y Ponto la cual estaba en las proximidades de las colonias griegas de Ástaco y Olbia (que algunos autores creen que estuvieron situadas en el mismo lugar). Los habitantes de Ástaco fueron trasladados en el 264 a. C. al emplazamiento actual, al que se dio el nombre de Nicomedia, y llegó a ser la capital del Imperio romano del este hasta la fundación de Constantinopla. Esta ciudad es especialmente famosa por ser el lugar de nacimiento de Santa Bárbara de Nicomedia en el siglo III.
Hay una mezquita del siglo XVI construida por Sinan. Hay restos de las antiguas murallas y de las fortalezas bizantinas. El centro termal en la cercana Yalova es muy visitado.
En el Genocidio armenio en 1915 alrededor de 90,000 armenios de Izmit fueron matados por el gobierno turco.
El 17 de agosto de 1999, un terremoto de magnitud 7,4, en la escala de Richter, devastó la región, matando a más de 17.000 personas.

## Monumentos y lugares de interés
- Ágora de İzmit
- Ciudadela de İzmit
- Templo de Augustus de İzmit
- Puente de la Bahía de İzmit